# Forsthaus Westermark
Das Forsthaus Westermark in Syke, Bassumer Landstraße 78, stammt von 1939.
Das Gebäude steht unter Denkmalschutz.

## Geschichte

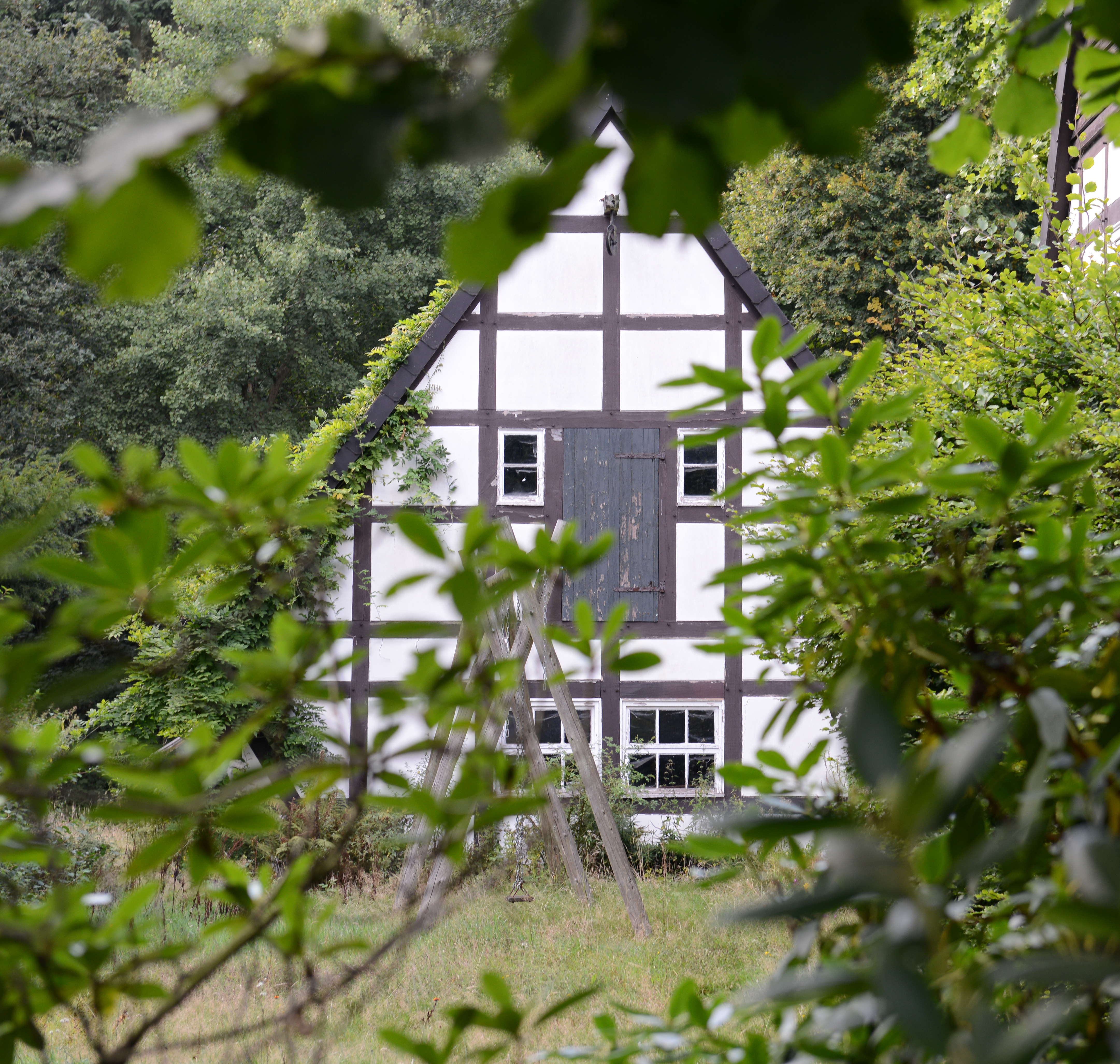
Nebengebäude

Das eingeschossige Fachwerkhaus und die Nebengebäude von 1939 auf Ziegelsockel mit leicht auskragendem Giebel und Satteldach wurde als Wohn- und Forsthaus im Heimatstil der Zeit von vor 1900 bis 1945 weit außerhalb des Stadtzentrums am Wald Westermark gebaut. Die originalen Fenster und die Haustüren blieben erhalten.
Hier befindet sich die Revierförsterei Syke der Niedersächsischen Landesforsten, Forstamt Ahlhorn.